# Curtis Hanson
Curtis Lee Hanson, född 24 mars 1945 i Reno i Nevada, död 20 september 2016 i Hollywood Hills i Los Angeles i Kalifornien, var en amerikansk filmregissör, producent och manusförfattare. Han vann en Oscar för bästa manus efter förlaga, för filmen L.A. konfidentiellt, och nominerades för samma film även för bästa regi och bästa film, i konkurrens med Titanic som slutligen vann priserna.

## Filmografi (urval)

### Som regissör
- 1972 – Sweet Kill
- 1979 – The Little Dragons
- 1983 – Losin' It
- 1986 – The Children of Times Square
- 1987 – Vittnet i fönstret
- 1990 – Bad Influence
- 1992 – Handen som gungar vaggan
- 1994 – River Wild
- 1997 – L.A. konfidentiellt
- 2000 – Wonder Boys
- 2002 – 8 Mile
- 2005 – I hennes skor
- 2007 – Lucky You
- 2011 – Too Big to Fail
- 2012 – Chasing Mavericks

### Som endast manusförfattare
- 1978 – Hämndens ögon
- 1982 – Vit hund
- 1983 – Vargarnas land